# Павлов Сергій Миколайович
Сергій Миколайович Павлов (рос. Сергей Николаевич Павлов; нар. 10 лютого 1962, Саратов, РРФСР) — радянський та російський футболіст, воротар.

## Життєпис
Вихованець футбольної школи «Сокіл» (Саратов), перший тренер — Ю. М. Стрєлков. У 1979 році дебютував у місцевому «Соколі», за 9 років у команді провів 196 матчів. Сезон 1988 року розпочав у команді МЦОП (Куйбишев), а наступні 1,5 сезони відіграв у смоленській «Іскрі», за яку забив два м'ячі. У 1990 році грав у криворізькому «Кривбасі», а в 1991 році — в «Тереку» (Грозний). Потім став грати в німецькому клубі нижчої ліги «Шталь»/«Бранденбург». У 1994 році перейшов у новоросійський «Чорноморець», в складі якого в наступному сезоні провів 25 матчів у вищій лізі. Потім грав за клуби нижчих російських ліг «Сокіл-ПЖД» Саратов (1996), «Носта» Новотроїцьк (1997), «Салют» Саратов (1998), ФК «Хопер» (1999-2001). У 2002 році перейшов у смоленський «Кристал», за який в наступному сезоні провів один матч, після чого завершив кар'єру гравця.
Потім працював тренером: «Кристал» Смоленськ (2002, головний тренер), «Том» Томськ (2004-2005, тренер), «Сокіл-Саратов» (2006-2007, головний тренер), «Сатурн-2» МО (2010, спортивний директор), «Олімпія» Геленджик (2011, головний тренер), «Зірка» Рязань (2012, тренер).